# Yunluo
Yunluo (kinesiska: 云落) är en köping i sydöstra Kina. Den ligger i Puning i staden Jieyang i provinsen Guangdong, omkring 290 kilometer öster om provinshuvudstaden Guangzhou. Antalet invånare är 47 109. Befolkningen består av 23 873 kvinnor och 23 236 män. Barn under 15 år utgör 33 %, vuxna 15-64 år 59 %, och äldre över 65 år 6,0 %.